# Hormopeza fumicola
Hormopeza fumicola är en tvåvingeart som beskrevs av Steyskal 1969. Hormopeza fumicola ingår i släktet Hormopeza och familjen dansflugor. Inga underarter finns listade i Catalogue of Life.